# Ariomma brevimanum
Ariomma brevimanum is een straalvinnige vissensoort uit de familie van de ariommiden (Ariommatidae). De wetenschappelijke naam van de soort is voor het eerst geldig gepubliceerd in 1884 door Klunzinger.